# گمینا زاوونگا
گمینا زاوونگا (به لهستانی:  Gmina Zawonia) یک گمینا در لهستان است که در شهرستان چبنیکا واقع شده‌است. گمینا زاوونگا ۱۱۸٫۱۲ کیلومتر مربع مساحت و ۵٬۴۵۳ نفر جمعیت دارد.